# Evangelické církevní noviny
Evangelické církevní noviny byly nejstarším slovanským evangelickým časopisem vycházejícím v Uhrách. Časopis vycházel v češtině.
První číslo vyšlo roku 1860. Zodpovědným redaktorem byl Jozef Podhradský. Vedle Podhradského se na přípravě časopisu nejvíce podílel Ján Michael Szeberíni. Časopis přestal vycházet roku 1862.